# Achilles Roediger
Achilles (Heinrich Friedrich) Roediger (* 20. Oktober 1812 in Hanau; † 26. November 1868 ebenda) war Pfarrer, Lektor und Kantor der Wallonisch-Niederländischen Kirche zu Hanau sowie Gründer und Direktor des Internats La Châtelaine in Genf.

## Herkunft
Roediger war wie sein Vater Christian Roediger, und sein Großvater Bernhard Roediger Pfarrer in Hanau. Seine Mutter Jeanette Schehl stammte aus Krefeld. Er studierte u. a. an der Université Lille II. Am 10. Juni 1837 heiratete er die Hanauer Pfarrerstochter Brigitte Zimmermann (1813–1863). Das Ehepaar hatte die in Hanau geborenen Kinder Antonie Thudichum, Bertha Hartmann, Emilie Luise (Lulu) und Wilhelm, Kupferminenbesitzer in Huelva, Spanien.

## Leben und Werk
Roediger betrieb neben seiner Tätigkeit als Pfarrer die Roediger’sche Privat-Unterrichts- und Erziehungsanstalt in Hanau. Sein Einsatz für religiöse Toleranz, für Benachteiligte und Verfolgte sowie für die Badische Revolution von 1848/49 kostete ihn schließlich die Stellung. Er wurde aus dem Kirchendienst entlassen und verlor die Berechtigung zur Führung seiner Privatschule mit Pensionat. Die Familie Roediger musste 1852 nach Genf ins Exil gehen, wo sie im Herrenhaus La Châtelaine ein Internat eröffnete. Die Leitung dieses internationalen Internats für Jungen übertrug Roediger später seinem Schwiegersohn Karl Thudichum.